# Bo’o
Bo’o ist ein osttimoresischer Ort im Suco Molop (Verwaltungsamt Bobonaro, Gemeinde Bobonaro). Das Dorf liegt im Zentrum der Aldeia Lonlolo, auf einer Meereshöhe von 333 m, am Südufer des Pa, eines Nebenflusses des Loumea. Eine Straße führt nach Süden und ein Furt durch den Fluss zum Dorf Lonlolo.